# Reeves (Luizjana)
Reeves – wieś w Stanach Zjednoczonych, w stanie Luizjana, w parafii Allen.